# Oberto Della Torre
Oberto Della Torre (Génova, 1617 - Génova, 1698) foi o 130.º Doge da República de Génova e rei da Córsega.

## Biografia
Durante o seu mandato como Doge, o octogésimo quinto na sucessão bienal e o centésimo trigésimo na história republicana, alguns desentendimentos com o governador espanhol do vizinho Ducado de Milão são lembrados devido ao bloqueio dos rendimentos dos nobres genoveses. Por outro lado, o Doge mantinha relações cordiais com Carlos II, visto que o Império Espanhol era um grande aliado da República Genovesa. Após o fim do seu mandato a 1 de setembro de 1691, Oberto Della Torre retirou-se para a vida privada. Ele faleceu em Génova em 1698.